# 袁天佑
袁天佑牧師（英語：Rev. YUEN Tin-Yau，1951年9月30日—2023年7月15日），曾任香港基督教循道衛理聯合教會會長及香港基督教協進會主席，於循道衛理聯合教會工作38年，2016年年初退休。袁天佑多年來在報章及網上媒體撰文，一直關心社會，並以敢言見稱。2023年7月15日，袁天佑因癌症離世，由時任循道衛理聯合教會會長林津牧師確認死訊。

## 簡歷
袁天佑早年在香港島成長，曾就讀中華基督教會香港區會灣仔堂小學（現址為灣仔竹居台教堂）和慈幼英文學校。1970年代於香港大學修讀化學，大學畢業後曾任中學老師。之後，在香港中文大學崇基神學組修讀神學，1981年被按立為牧師。在1978年加入香港循道衛理聯合教會，擔任牧職38年，在2012年至2015年期間出任香港循道衛理聯合教會會長，於2011年至2015年期間同時兼任香港基督教協進會主席。2016年年初退休。

## 政治立場
袁天佑多次以個人身份低調出席參加六四集會和七一遊行。由於坐落灣仔軒尼詩道的香港基督教循道衛理聯合教會香港堂「紅磚禮拜堂」位於遊行路線，自2004年起，袁天佑開放地庫和洗手間，讓遊行人士休息，並和教友私下夾錢買水派給有需要的遊行人士。
另外，袁天佑亦曾開放教會予警方及工人。2009年，灣仔維景酒店因豬流感封閉七日，袁天佑借出循道衛理聯合教會香港堂給警方作臨時指揮中心 。2013年碼頭工人罷工事件中，袁天佑也有開放教會接待工友。
在2014年雨傘運動初期，警方於9月28日發射87枚催淚彈驅散示威者，時任循道衛理聯合教會香港堂主任的袁天佑，決定開放禮拜堂予市民入內躲避、休息和祈禱，以及提供地方給社運團體安放物資。 由於決定被教友質疑，10月4日，袁天佑向循道衞理會的會友發牧函《位於十字路口的教會》，解釋開放禮拜堂予示威者使用的原因，強調「禮拜堂要成為一間無牆的教會」，便應對持任何政見的人一視同仁。信中提到教會「政治中立」，指這「不是聖經對教會任務和傳福音的理解，也不合乎衞斯理約翰的傳統」，教會不反對亦不鼓吹佔中，惟祈求香港有真普選。牧函引起網上廣泛流傳，被支持雨傘運動者激讚。同年10月，袁天佑連同蔡元雲醫生、蕭壽華牧師、李思敬院長、梁家麟院長、邢福增院長等香港基督教界領袖，簽署《致香港人重要聲明》，表示和平佔中運動是由學生啟動的民主運動，促請政府盡快與學生展開對話。
袁天佑在2015年國慶66周年茶會致辭時，促請特首及官員帶頭建造公義的和諧社會，執法人員應保持中立，同時又提及中國內地強拆教堂和十字架的情況。 2016年，袁天佑提名羅冠聰參選立法會選舉。
袁天佑經常在香港傳媒（例如：立場新聞 、眾新聞 、信仰百川等）發表文章，評論香港和中國內地時事，2016年退休後，仍繼續筆耕工作。
在2019年反修例運動期間，袁天佑多次到衝突現場，包括曾於11月21日與天主教香港教區輔理主教夏志誠一起進入被警察封鎖的香港理工大學，與留守示威者對話。

## 個人生活
妻子陳錦美，教會傳道人，活躍於社運界，人稱「袁師母」，曾因應不同的社會議題多次以個人身份發起遊行。
兒子袁健恩，曾自發舉行「2009年反對高鐵一地兩檢」街站行動，曾於「青年新政」當義工，在2015年區議會選舉為游蕙禎助選，並曾考慮參加2018年九龍西選區補選，但最後改由姚松炎參選。

## 著作
- 袁天佑著：《無力的時代，有力的信仰》。香港：亮光文化，2018-10。ISBN 9789888481866 。
- 袁天佑著：《走進時代的信仰》。香港：亮光文化，2017-10-16。ISBN 9789888481194 。
- 袁天佑著：《中文聖經註釋（41）約翰一二三書》。香港：基督教文藝，2010-12-01。ISBN 9789622949225 。
- 袁天佑著：《使徒行傳導論》。香港：基道，2005-07-15。ISBN 9789624572827 。
- 袁天佑著：《中文聖經註釋（31）約翰福音》。香港：基督教文藝，1998-12-01。ISBN 9789622949126 。
- 馮兆成...袁天佑等13人合著：《廢掉冤仇尋求和睦：天國子民復和的信仰》。香港：突破，2016-07-01。ISBN 9789888392100 。
- 任志強...袁天佑等19人合著：《舉傘待天明：佔領運動基督徒文集》。香港：德慧文化，2015-04-28。ISBN 9789881203595 。袁氏僅有一篇<位於十字路口的教會> p.28-31
- G.A. F. Knight賴特著，袁天佑譯：《詩篇注釋》。香港：基督教文藝，1998。ISBN 	9622949649 。

## 外部連結
- 立場新聞：袁天佑牧師（页面存档备份，存于）
- 眾新聞：眾說-袁天佑（页面存档备份，存于）
- 袁天佑, 信仰百川作者（页面存档备份，存于）